# 阿兒孩合撒兒
阿儿孩合撒儿（蒙古语转写：Arqai Qasar）是蒙古帝国成吉思汗属下的大将，出自札剌儿氏。《圣武亲征录》作阿里海，薛扯朵抹黑之子。
1189年，阿儿孩合撒儿随父归依铁木真（成吉思汗），共同拥戴铁木真即蒙古本部汗位，受命管理征讨巡警之事。阿兒孩合撒兒与察兀儿罕、塔孩、速客该一起被铁木真授予急递使者的职位。根据《元朝秘史》，铁木真在委托这四个人担任这一职务时，告诉这四个人要“做远箭和近箭”。此后不久，铁木真称汗时，察兀儿罕与阿兒孩合撒兒作为使者一起被派去告知札木合。参加十三翼之战，阿儿孩合撒儿率本族组成一翼，随铁木真迎击札只剌等十三部的进攻。1203年，铁木真被克烈部王汗在合兰真沙陀击败后，阿儿孩合撒儿和速客该受命出使克烈部，质问加兵的理由，历数王汗败盟之事。后来和术赤台充任先锋，围攻王汗汗庭，大败克烈部，王罕逃走后，被乃蛮人杀死。1206年，蒙古帝国建立后，阿儿孩合撒儿任怯薛（护卫军）千人长之一，深受宠信。1211年，随成吉思汗攻打金朝。1215年，参与攻克中都（今北京），阿儿孩、忽都虎、汪古儿受命查抄中都府藏，因他与汪古儿接受贿品，被成吉思汗斥责，失宠。不久病故。

## 传记资料
- 《蒙兀兒史記》卷第四十 列传第二十二
- 《新元史》卷128 列传第二十五